# Haemachola
Haemachola là một chi bướm đêm thuộc họ Noctuidae.